# Deutsche Hochschulmeisterschaft (Badminton)
Deutsche Hochschulmeisterschaften im Badminton werden seit 1962 ausgetragen. Bis 1978 wurden nur die Meister in den Einzeldisziplinen ermittelt, danach wurde zusätzlich ein Teamwettbewerb eingeführt. Nicht in allen Jahren wurden jedoch alle fünf Einzeldisziplinen ausgespielt.

## Die Austragungsorte
| Jahr | Datum            | Ort (Hochschule) |
| ---- | ---------------- | ---------------- |
| 1962 | 30. Juni–1. Juli | Bonn             |
| 1963 | 22. Juni         | Bonn (2)         |
| 1964 | 4.–5. Juni       | München          |
| 1965 | 19.–20. Juni     | Münster          |
| 1966 | 9.–10. Juli      | Aachen           |
| 1967 | 1.–2. Juli       | Tübingen         |
| 1968 | 21.–23. Juni     | Tübingen (2)     |
| 1969 |                  | Tübingen (3)     |
| 1970 | 20.–21. Juni     | Marburg          |
| 1971 |                  | Köln             |
| 1972 |                  | Homburg          |
| 1973 |                  | Tübingen (4)     |
| 1974 | 25.–26. Mai      | Gießen           |
| 1975 | 24.–25. Mai      | Braunschweig     |
| 1976 | 24.–25. Mai      | Homburg (2)      |
| 1977 | 28.–30. Mai      | Aachen (2)       |
| 1978 | 26.–28. Mai      | Homburg (3)      |
| 1979 | 26.–27. Mai      | Köln (2)         |
| 1980 | 24.–26. Mai      | Münster (2)      |
| 1981 | 29.–31. Mai      | Bremen           |
| 1982 | 11.–13. Juni     | Braunschweig (2) |

| Jahr | Datum           | Ort (Hochschule)  |
| ---- | --------------- | ----------------- |
| 1983 | 17.–19. Juni    | Karlsruhe         |
| 1984 | 9.–11. Juni     | Mainz             |
| 1985 | 15.–17. Juni    | Paderborn         |
| 1986 | 23.–25. Mai     | Heidelberg        |
| 1987 | 12.–14. Juni    | Darmstadt         |
| 1988 | 17.–19. Juni    | Tübingen (5)      |
| 1989 | 16.–18. Juni    | Köln (3)          |
| 1990 | 8.–10. Juni     | Kassel            |
| 1991 | 21.–23. Juni    | Dresden           |
| 1992 | 19.–21. Juni    | Köln (4)          |
| 1993 | 11.–13. Juni    | Bremen (2)        |
| 1994 | 1.–3. Juli      | Heidelberg (2)    |
| 1995 | 23.–25. Juni    | Oldenburg         |
| 1996 | 7. Juli         | Neu-Anspach       |
| 1997 |                 | Tübingen (6)      |
| 1998 | 11.–14. Juni    | Aachen (3) (RWTH) |
| 1999 | 3.–6. Juni      | München (2)       |
| 2000 | 1.–4. Juni      | Konstanz          |
| 2001 | 14.–17. Juni    | Berlin            |
| 2002 | 30. Mai–2. Juni | Aachen (4) (RWTH) |
| 2003 | 1.–4. Mai       | Heidelberg (3)    |

| Jahr | Datum           | Ort (Hochschule)                   |
| ---- | --------------- | ---------------------------------- |
| 2004 | 21.–24. Mai     | Tübingen (7) (Uni)                 |
| 2005 | 5.–8. Mai       | Göttingen (Uni)                    |
| 2006 | 25.–28. Mai     | Bochum (Uni)                       |
| 2007 | 17.–20. Mai     | Stuttgart (Uni)                    |
| 2008 | 22.–25. Mai     | Aachen (5) (RWTH)                  |
| 2009 | 24. April       | Saarbrücken (Uni)                  |
| 2010 | 13.–16. Mai     | Kassel (2) (Uni)                   |
| 2011 | 2.–5. Juni      | Ilmenau (TU)                       |
| 2012 | 17.–20. Mai     | Jena (Uni)                         |
| 2013 | 1. Juni         | Karlsruhe (2) (KIT)                |
| 2014 | 29. Mai–1. Juni | Tübingen (8) (Uni)                 |
| 2015 | 4.–7. Juni      | Aachen (6) (RWTH)                  |
| 2016 | 12. Juni        | Essen (Universität Duisburg-Essen) |
| 2017 | 3.–5. Juni      | Paderborn                          |
| 2018 | 20.–21. Mai     | Paderborn (2)                      |
| 2019 | 8.–10. Juni     | Karlsruhe (3)                      |
| 2022 | 26.–29. Mai     | Köln (5)                           |
| 2023 | 19.–21. Mai     | Köln (6)                           |
| 2024 | 9.–12. Mai      | Bonn (3)                           |
| 2025 |                 |                                    |
| 2026 |                 |                                    |

## Die Sieger und Platzierten
| Platz         | Herreneinzel                                    | Dameneinzel                                      | Herrendoppel                                                                               | Damendoppel | Mixed                                                                                        | Mannschaft |
| 1962          | 1962                                            | 1962                                             | 1962                                                                                       | 1962 | 1962                                                                                         | 1962 |
| ------------- | ----------------------------------------------- | ------------------------------------------------ | ------------------------------------------------------------------------------------------ | --- | -------------------------------------------------------------------------------------------- | --- |
| 1             | Klaus Walter (Universität Bonn)                 | Christel Gerhardt (Universität Münster)          | Claus-Peter Mönch (Universität zu Köln) / Dieter Landers (Universität zu Köln)             | nicht ausgetragen                                                                                                | Frank Gundel (RWTH Aachen) / Barbara Fink (RWTH Aachen)                                      | nicht ausgetragen |
| 2             | Hian Yanoe Kwee (Universität zu Köln)           | Sabine Lommatzsch (FU Berlin)                    | Dieter Füllbeck (RWTH Aachen) / Ridwan Sudarbo (RWTH Aachen)                               | nicht ausgetragen                                                                                                | Dieter Landers (Universität zu Köln) / Lövenich (Universität zu Köln)                        | nicht ausgetragen |
| 3             | Dietrich Sickert (TU Berlin)                    | Barbara Fink (RWTH Aachen)                       | Neumann (Universität zu Köln) / Dieter Aleth (Universität zu Köln)                         | nicht ausgetragen                                                                                                | Wolfgang Jüsten (FU Berlin) / Sabine Lommatzsch (FU Berlin)                                  | nicht ausgetragen |
| 1963          |                                                 |                                                  |                                                                                            | |                                                                                              | |
| 1             | Klaus Walter (Universität Bonn)                 | Sabine Lommatzsch (FU Berlin)                    | Rolf Schlieper (Universität zu Köln) / Hian Yanoe Kwee (Universität zu Köln)               | nicht ausgetragen                                                                                                | Wolfgang Jüsten (FU Berlin) / Sabine Lommatzsch (FU Berlin)                                  | nicht ausgetragen |
| 2             | Hanno Zänker (Universität zu Köln)              | Barbara Fink (RWTH Aachen)                       | Ridwan Sudarbo (RWTH Aachen) / Dieter Füllbeck (RWTH Aachen)                               | nicht ausgetragen                                                                                                | Frank Gundel (RWTH Aachen) / Barbara Fink (RWTH Aachen)                                      | nicht ausgetragen |
| 3             | Hian Yanoe Kwee (Universität zu Köln)           | Lövenich (Universität zu Köln)                   | Claus-Peter Mönch (Universität zu Köln) / Dieter Landers (Universität zu Köln)             | nicht ausgetragen                                                                                                | Krähahn (Universität zu Köln) / Lövenich (Universität zu Köln)                               | nicht ausgetragen |
| 1964          |                                                 |                                                  |                                                                                            | |                                                                                              | |
| 1             | Franz Beinvogl (TH München)                     | Christel Gerhardt (Universität Münster)          | Claus-Peter Mönch (Universität zu Köln) / Dieter Landers (Universität zu Köln)             | nicht ausgetragen                                                                                                | Wolfgang Jüsten (FU Berlin) / Sabine Lommatzsch (FU Berlin)                                  | nicht ausgetragen |
| 2             | Jürgen de Haas (TU Berlin)                      | Sabine Lommatzsch (FU Berlin)                    | Frank Gundel (RWTH Aachen) / Dieter Füllbeck (RWTH Aachen)                                 | nicht ausgetragen                                                                                                | Rolf Meierjohann (Universität Münster) / Christel Gerhardt (Universität Münster)             | nicht ausgetragen |
| 3             | Hanno Zänker (Universität zu Köln)              | Barbara Fink (RWTH Aachen)                       | Jürgen de Haas (TU Berlin) / Dietrich Sickert (TU Berlin)                                  | nicht ausgetragen                                                                                                | Ridwan Sudarbo (RWTH Aachen) / Barbara Fink (RWTH Aachen)                                    | nicht ausgetragen |
| 1965          |                                                 |                                                  |                                                                                            | |                                                                                              | |
| 1             | Jürgen de Haas (TU Berlin)                      | Sabine Lommatzsch (FU Berlin)                    | Jürgen de Haas (TU Berlin) / Dietrich Sickert (TU Berlin)                                  | nicht ausgetragen                                                                                                | nicht ausgetragen                                                                            | nicht ausgetragen |
| 2             | Klaus Walter (Universität Bonn)                 | Zahler (RWTH Aachen)                             | Dieter Landers (Universität zu Köln) / Bernd Kaluza (Universität zu Köln)                  | nicht ausgetragen                                                                                                | nicht ausgetragen                                                                            | nicht ausgetragen |
| 3             | Volker Bärschneider (Universität zu Köln)       |                                                  | Frank Gundel (RWTH Aachen) / Hanrieder (RWTH Aachen)                                       | nicht ausgetragen                                                                                                | nicht ausgetragen                                                                            | nicht ausgetragen |
| 1966          |                                                 |                                                  |                                                                                            | |                                                                                              | |
| 1             | Willi Braun (PH Braunschweig)                   | nicht ausgetragen                                | Willi Braun (PH Braunschweig) / Detlef Würfel (PH Braunschweig)                            | nicht ausgetragen                                                                                                | nicht ausgetragen                                                                            | nicht ausgetragen |
| 2             | Klaus Walter (Universität Bonn)                 | nicht ausgetragen                                | Dietrich Sickert (FU Berlin) / Heribert Zell (FU Berlin)                                   | nicht ausgetragen                                                                                                | nicht ausgetragen                                                                            | nicht ausgetragen |
| 3             | Hanno Zänker (Universität zu Köln)              | nicht ausgetragen                                | Tucky Dahmen (Universität Bonn) / Klaus Walter (Universität Bonn)                          | nicht ausgetragen                                                                                                | nicht ausgetragen                                                                            | nicht ausgetragen |
| 1967          |                                                 |                                                  |                                                                                            | |                                                                                              | |
| 1             | Willi Braun (PH Braunschweig)                   | Inge Schiemer (Uni Frankfurt)                    | Willi Braun (PH Braunschweig) / Detlef Würfel (PH Braunschweig)                            | nicht ausgetragen                                                                                                | nicht ausgetragen                                                                            | nicht ausgetragen |
| 2             | Jürgen de Haas (TU Berlin)                      | Inge Hiddesen (Universität zu Köln)              | Jürgen de Haas (TU Berlin) / Dietrich Sickert (TU Berlin)                                  | nicht ausgetragen                                                                                                | nicht ausgetragen                                                                            | nicht ausgetragen |
| 3             | Dietrich Sickert (TU Berlin)                    | Brigitte Teller (PH Münster)                     | Kaiser (Universität München) / Salb (Universität München)                                  | nicht ausgetragen                                                                                                | nicht ausgetragen                                                                            | nicht ausgetragen |
| 1968          |                                                 |                                                  |                                                                                            | |                                                                                              | |
| 1             | Wend-Uwe Boeckh-Behrens (Universität Würzburg)  | Karin Dittberner (PH Duisburg)                   | Günther Müller (Universität München) / Karl Füssl (Universität München)                    | nicht ausgetragen                                                                                                | Alfred Kreutzberg (PH Duisburg) / Karin Dittberner (PH Duisburg)                             | nicht ausgetragen |
| 2             | Günther Müller (Universität München)            | Schröter (PH Duisburg)                           | Wend-Uwe Boeckh-Behrens / (Universität Würzburg)                                           | nicht ausgetragen                                                                                                | Karl Füssl (Universität München) / Schröter (PH Duisburg)                                    | nicht ausgetragen |
| 3             |                                                 | Schröder (Universität Marburg)                   | Kaiser (Universität München) / Salb (Universität München)                                  | nicht ausgetragen                                                                                                | Haag (unbekannt) / Schröder (Universität Marburg)                                            | nicht ausgetragen |
| 1969          |                                                 |                                                  |                                                                                            | |                                                                                              | |
| 1             | Roland Maywald (DSHS Köln)                      | Gudrun Ziebold (PH Köln)                         | Roland Maywald (Universität zu Köln) / Hanno Zänker (Universität zu Köln)                  | nicht ausgetragen                                                                                                | Karl Weiland (Universität Bonn) / Brigitte Hagemann (Universität Bonn)                       | nicht ausgetragen |
| 2             | Günther Müller (Universität München)            |                                                  | Günther Müller / Kaiser (Universität München)                                              | nicht ausgetragen                                                                                                | Roland Maywald (Universität zu Köln) / Gudrun Ziebold (PH Köln)                              | nicht ausgetragen |
| 3             |                                                 |                                                  |                                                                                            | nicht ausgetragen                                                                                                |                                                                                              | nicht ausgetragen |
| 1970          |                                                 |                                                  |                                                                                            | |                                                                                              | |
| 1             | Roland Maywald (DSHS Köln)                      | Gudrun Ziebold (PH Köln)                         | Heiner Kliem (RWTH Aachen) / Klaus Tetenberg (RWTH Aachen)                                 | nicht ausgetragen                                                                                                | Roland Maywald (DSHS Köln) / Brigitte Hagemann (PH Köln)                                     | nicht ausgetragen |
| 2             | Klaus Tetenberg (Aachen)                        | Heidi Schiemer (Frankfurt am Main)               | Karl Füssl (Universität München)/ Rudolf Sailer (Badminton) (München)                      | nicht ausgetragen                                                                                                | Karl Füssl (Universität München)/ Gudrun Ziebold (Köln)                                      | nicht ausgetragen |
| 3             | Suebojantoro (Karlsruhe)                        | Inge Schiemer (Frankfurt am Main)                | Günther Müller / Salb (München)                                                            | nicht ausgetragen                                                                                                | Rupert Lebmeier (Marburg) / Inge Schiemer (Frankfurt am Main)                                | nicht ausgetragen |
| 1971          |                                                 |                                                  |                                                                                            | |                                                                                              | |
| 1             | Wolfgang Bochow (DSHS Köln)                     | Gudrun Ziebold (PH Köln)                         | Gerhard Kucki / Karl-Heinz Garbers (Uni Bochum)                                            | Gudrun Ziebold (PH Köln) / Bärbel Knopf (Universität Bonn)                                                       | Hanno Zänker (Universität zu Köln) / Gudrun Ziebold (PH Köln)                                | nicht ausgetragen |
| 2             | Gerhard Kucki (Bochum)                          | Hildegard Kampmeier (Münster)                    | Roland Maywald (Köln) / Alfred Kreutzberg (Köln)                                           | | Kalinowski (Bochum) / Hildegard Kampmeier (Münster)                                          | nicht ausgetragen |
| 3             |                                                 |                                                  |                                                                                            | |                                                                                              | nicht ausgetragen |
| 1972          |                                                 |                                                  |                                                                                            | |                                                                                              | |
| 1             | Wolfgang Bochow (DSHS Köln)                     | Gudrun Ziebold (Universität Bonn)                | Roland Maywald (Universität Bonn) / Alfred Kreutzberg (Universität Bonn)                   | Gudrun Ziebold (Universität Bonn) / Bärbel Knopf (Universität Bonn)                                              | Roland Maywald (Universität Bonn) / Helga Maywald (Universität Bonn)                         | nicht ausgetragen |
| 2             | Arno Schley (Universität des Saarlandes)        | Helga Maywald (Bonn)                             | Rupert Lebmeier / Arno Schley (Universität des Saarlandes)                                 | Roland Maywald / Blanke (Universität Bonn / Berlin)                                                              | Rudolf Sailer / Gudrun Ziebold (München / Köln)                                              | nicht ausgetragen |
| 3             | Roland Maywald (Köln)                           | Dagmar Pursch (Köln)                             | Schäfer (TU Clausthal) / Sperber (TU Clausthal)                                            | Kessler (Gießen) / Gunkel (Gießen)                                                                               | Rupert Lebmeier (Universität des Saarlandes) / Kaufmann (Würzburg)                           | nicht ausgetragen |
| 3             | Rupert Lebmeier (Universität des Saarlandes)    |                                                  | Wolfgang Bochow / Solmsen (Köln)                                                           | Kaufmann / Beer (Würzburg)                                                                                       | Schäfer (TU Clausthal) / Dagmar Pursch (Köln)                                                | nicht ausgetragen |
| 1973          |                                                 |                                                  |                                                                                            | |                                                                                              | |
| 1             | Juniarto Suhandinata (TH Karlsruhe)             | Helga Zolnhofer (Universität Würzburg)           | Wend-Uwe Boeckh-Behrens (Universität Würzburg) / Hans-Georg Weigand (Universität Würzburg) | Regina Saddeler (DSHS Köln) / Helga Zolnhofer (Universität Würzburg)                                             | Wend-Uwe Boeckh-Behrens (Universität Würzburg) / Helga Zolnhofer (Universität Würzburg)      | nicht ausgetragen |
| 2             |                                                 |                                                  |                                                                                            | |                                                                                              | nicht ausgetragen |
| 3             |                                                 |                                                  |                                                                                            | |                                                                                              | nicht ausgetragen |
| 3             |                                                 |                                                  |                                                                                            | |                                                                                              | nicht ausgetragen |
| 1974          |                                                 |                                                  |                                                                                            | |                                                                                              | |
| 1             | Juniarto Suhandinata (Universität Karlsruhe)    | Marie-Luise Schulta-Jansen (Universität Münster) | Martin Subijantoro (Universität Karlsruhe) / Juniarto Suhandinata (Universität Karlsruhe)  | Monika Schönsteiner (Universität des Saarlandes) / Ingeborg Bauer (Universität des Saarlandes)                   | Wend-Uwe Boeckh-Behrens (Universität Würzburg) / Helga Zolnhofer (Universität Würzburg)      | nicht ausgetragen |
| 2             | Hans Werner Niesner (TU Braunschweig)           | Ingeborg Bauer (Universität des Saarlandes)      | Wend-Uwe Boeckh-Behrens (Universität Würzburg) / Hans-Georg Weigand (Universität Würzburg) | Regina Saddeler (DSHS Köln) / Helga Zolnhofer (Universität Würzburg)                                             | Hans Werner Niesner(TU Braunschweig) / Marie-Luise Schulta-Jansen (Universität Münster)      | nicht ausgetragen |
| 3             | Wend-Uwe Boeckh-Behrens (Universität Würzburg)  | Heidi Schiemer (Universität Frankfurt)           | Dieter Eichhorn (Universität des Saarlandes) / Ulrich Rost (DSHS Köln)                     | Heidi Schiemer (Universität Frankfurt) / Rotraut Ehm (DSHS Köln)                                                 | Helmut Streit (BW München) / Monika Schönsteiner (Universität des Saarlandes)                | nicht ausgetragen |
| 3             | Martin Subjantoro (Universität Karlsruhe)       | Helga Zolnhofer (Universität Würzburg)           | Arno Schley (Universität des Saarlandes) / Helmut Streit (BW München)                      | Corinna Riedel (Universität Mainz) / Marie-Luise Schulta-Jansen (Universität Münster)                            | Arno Schley (Universität des Saarlandes) / Ingeborg Bauer (Universität des Saarlandes)       | nicht ausgetragen |
| 1975          |                                                 |                                                  |                                                                                            | |                                                                                              | |
| 1             | Wolfgang Bochow (DSHS Köln)                     | Marie-Luise Schulta-Jansen (Universität Münster) | Wolfgang Bochow / Ulrich Rost (DSHS Köln)                                                  | Monika Schönsteiner / Ingeborg Schley (Universität des Saarlandes)                                               | Hans Werner Niesner / Marie-Luise Schulta-Jansen (TU Braunschweig / Universität Münster)     | nicht ausgetragen |
| 2             | Arno Schley (Universität des Saarlandes)        | Monika Schönsteiner (Universität des Saarlandes) | Hans Werner Niesner / Arno Schley (TU Braunschweig / Universität des Saarlandes)           | Marie-Luise Schulta-Jansen / Regina Saddeler (Münster / DSHS Köln)                                               | Arno Schley / Ingeborg Bauer (Universität des Saarlandes)                                    | nicht ausgetragen |
| 3             | Hans Werner Niesner (TU Braunschweig)           | Regina Saddeler (DSHS Köln)                      | Dieter Eichhorn / Oliver Blum (Universität des Saarlandes)                                 | Werner / Rotraut Ehm (DSHS Köln)                                                                                 | Harald Bohn / Monika Schönsteiner (Universität des Saarlandes)                               | nicht ausgetragen |
| -             | -                                               | -                                                | Wolfgang Bobeth / Yoschardja (Berlin)                                                      | Heidi Schiemer / Corinna Riedel (Universität Frankfurt / Universität Mainz)                                      | Willi Fröndhoff / Henkel                                                                     | nicht ausgetragen |
| 1976          |                                                 |                                                  |                                                                                            | |                                                                                              | |
| 1             | Hans Werner Niesner (TU Braunschweig)           | Antonie Schwabe (GH Essen)                       | Juniarto Suhandinata / Harald Bohn (Universität Karlsruhe / Universität des Saarlandes)    | Antonie Schwabe / Marie-Luise Schulta-Jansen (GH Essen / Universität Münster)                                    | Hans Werner Niesner / Marie-Luise Schulta-Jansen (TU Braunschweig / Universität Münster)     | nicht ausgetragen |
| 2             | Karl Geisler (Universität des Saarlandes)       | Marie-Luise Schulta-Jansen (Universität Münster) | Helmut Streit / Werner Dietz (BW München / FH Gießen)                                      | Heidi Schiemer / Corinna Riedel (Universität Frankfurt / Universität Mainz)                                      | Arno Schley / Ingeborg Schley (Universität des Saarlandes)                                   | nicht ausgetragen |
| 3             | Werner Dietz (FH Gießen)                        | Monika Schönsteiner (Universität des Saarlandes) | Karl Geisler / Arno Schley (Universität des Saarlandes)                                    | Josy / Rotraut Ehm (Universität Heidelberg / DSHS Köln)                                                          | Ulrich Rost / Scheicht (BW München / Universität des Saarlandes)                             | nicht ausgetragen |
| 3             | Ulrich Rost (DSHS Köln)                         | Gisela Eckstein (TFH Berlin)                     | Hans Werner Niesner / Ulrich Rost (TU Braunschweig / DSHS Köln)                            | Monika Schönsteiner / Ingeborg Schley (Universität des Saarlandes)                                               | Helmut Streit / Monika Schönsteiner (BW München / Universität des Saarlandes)                | nicht ausgetragen |
| 1977          |                                                 |                                                  |                                                                                            | |                                                                                              | |
| 1             | Juniarto Suhandinata (TH Karlsruhe)             | Antonie Schwabe (GH Essen)                       | Karl Geisler / Juniarto Suhandinata (Universität des Saarlandes / TH Karlsruhe)            | Antonie Schwabe / Rotraut Ehm (GH Essen / DSHS Köln)                                                             | Michael Budczinski / Barbara Budczinski (Universität Bochum / Universität Düsseldorf)        | nicht ausgetragen |
| 2             | Hans Werner Niesner (TU Braunschweig)           | Marlies Rixen (Köln)                             | Georg Simon / Michael Budczinski (Universität des Saarlandes / Bochum)                     | Corinna Riedel / Heidi Meitzner-Schiemer (Universität Mainz / Universität Frankfurt)                             | Hans Werner Niesner / Marlies Rixen (TU Braunschweig / Köln)                                 | nicht ausgetragen |
| 3             | Michael Budczinski (Bochum)                     | Felicitas Schmutzler (Darmstadt)                 | Wolfgang Bobeth / Wolf-Rüdiger Naussed (Berlin)                                            | Marlies Rixen / Barbara Igel (Köln / Münster)                                                                    | Andreas Bethge / Rotraut Ehm (DSHS Köln)                                                     | nicht ausgetragen |
| 3             | Karl Geisler (Universität des Saarlandes)       | Rotraut Ehm (DSHS Köln)                          | Dieter Frick / Jürgen Ladwig (Hannover / Universität Tübingen)                             | Barbara Budczinski / Regina Saddeler (Düsseldorf / Köln)                                                         | Icky Wahab / Heidi Meitzner-Schiemer (Frankfurt am Main)                                     | nicht ausgetragen |
| 1978          |                                                 |                                                  |                                                                                            | |                                                                                              | |
| 1             | Georg Simon (Universität des Saarlandes)        | Marie-Luise Schulta-Jansen (Universität Münster) | Georg Simon / Michael Budczinski (Universität des Saarlandes / Universität Bochum)         | Monika Schönsteiner / Ingeborg Schley (Universität des Saarlandes)                                               | Helmut Streit / Ingeborg Schley (Universität München / Universität des Saarlandes)           | nicht ausgetragen |
| 2             | Karl Geisler (Universität des Saarlandes)       | Heidi Meitzner (Universität Frankfurt)           | Hans Werner Niesner / Udo Krückels (Braunschweig)                                          | Felicitas Schmutzler / Gisela Eckstein (Berlin)                                                                  | Michael Budczinski / Barbara Budczinski (Universität Bochum / Universität Düsseldorf)        | nicht ausgetragen |
| 3             | Hans Werner Niesner (TU Braunschweig)           | Regina Saddeler (DSHS Köln)                      | Dieter Eichhorn / Oliver Blum (Universität des Saarlandes)                                 | Marie-Luise Schulta-Jansen / Zarczyncy (Universität Münster / Universität Frankfurt)                             | Hans Werner Niesner / Marie-Luise Schulta-Jansen (TU Braunschweig / Universität Münster)     | nicht ausgetragen |
| 3             | Michael Budczinski (Universität Bochum)         | -                                                | Dieter Frick / Jürgen Ladwig (Universität Stuttgart / Uni Hohenh.)                         | Heidi Meitzner / Corinna Riedel (Universität Frankfurt / Universität Mainz)                                      | Georg Simon / Regina Saddeler (Universität des Saarlandes)                                   | nicht ausgetragen |
| 1979          |                                                 |                                                  |                                                                                            | |                                                                                              | |
| 1             | Karl Geisler (Universität des Saarlandes)       | Marie-Luise Schulta-Jansen (Universität Münster) | Arya Aslim / Robert Sathiardy (TH Darmstadt)                                               | Marie-Luise Schulta-Jansen / Antonie Schwabe (Universität Münster / GH Essen)                                    | Dieter Frick / Karin Hökel (Universität Tübingen / Universität Karlsruhe)                    | Hochschule des Saarlandes |
| 2             | Arya Aslim (TH Darmstadt)                       | Antonie Schwabe (GH Essen)                       | Dieter Frick / Jürgen Ladwig (Universität Tübingen / Universität Hohenheim)                | Petra Dieris-Wierichs / Häring (PH Aachen / Universität Göttingen)                                               | Karl Geisler / Marie-Luise Schulta-Jansen (Universität des Saarlandes / Universität Münster) | WG Mainz |
| 3             | Georg Simon (Universität des Saarlandes)        | Marlies Rixen (DSHS Köln)                        | Georg Simon / Michael Budczinski (Universität des Saarlandes / Universität Bochum)         | Barbara Schnaase / Marlies Rixen (PH Münster / DSHS Köln)                                                        | Michael Budczinski / Barbara Budczinski (Universität Bochum / Universität Düsseldorf)        | Universität Münster |
| 3             | Franziskus Sulistyo (Universität Dortmund)      |                                                  | Harald Bohn / Norbert Schneider (Universität des Saarlandes / Universität Karlsruhe)       | Corinna Riedel / Felicitas Schmutzler (Universität Mainz / TU Berlin)                                            | Georg Simon / Marlies Rixen (Universität des Saarlandes / DSHS Köln)                         | - |
| 1980          |                                                 |                                                  |                                                                                            | |                                                                                              | |
| 1             | Georg Simon (Universität des Saarlandes)        | Marlies Rixen (DSHS Köln)                        | Arya Aslim / Bambang Dihardja (TH Darmstadt / FH Kaiserslautern)                           | Marie-Luise Schulta-Jansen / Ingeborg Schley (Universität Münster / Universität des Saarlandes)                  | Georg Simon / Regina Saddeler (Universität des Saarlandes / DSHS Köln)                       | HS des Saarlandes (Ingeborg Schley, Wagner, Oliver Blum, Dieter Eichhorn, Edgar Hammes, Konrad Reuther, Horst Denzer)                                |
| 2             | Arya Aslim (TH Darmstadt)                       | Maren Schröder (GH Kassel)                       | Georg Simon / Harald Bohn (Universität des Saarlandes)                                     | Karin Hökel / Christa Hökel (Universität Karlsruhe / Universität Tübingen)                                       | Dieter Frick / Karin Hökel (Universität Tübingen / Universität Karlsruhe)                    | WG Braunschweig (Müller, Hantschel, John, Hans Werner Niesner, Olinsky, Rühl, Boettcher, Becker)                                                     |
| 3             | Ludger Eggers (Universität Münster)             | Petra Dieris-Wierichs (RWTH Aachen)              | Dieter Frick / Jürgen Ladwig (Universität Tübingen / FH Nürtingen)                         | Petra Dieris-Wierichs / Regina Saddeler (RWTH Aachen / DSHS Köln)                                                | Wolf-Rüdiger Naussed / Marie-Luise Schulta-Jansen (FU Berlin / Universität Münster)          | Universität Münster (Dorn, Heupel, Marie-Luise Schulta-Jansen, Schmitz, Niermann, Kingl, Ludger Eggers)                                              |
| 3             | Michael Budczinski (Universität Bochum)         | Marie-Luise Schulta-Jansen (Universität Münster) | Michael Budczinski / Ulrich Spicher (Universität Bochum / FH Aachen)                       | Felicitas Schmutzler / Corinna Riedel (TU Berlin / Universität Mainz)                                            | Dieter Eichhorn / Corinna Riedel (Universität des Saarlandes / Universität Mainz)            | - |
| 1981          |                                                 |                                                  |                                                                                            | |                                                                                              | |
| 1             | Georg Simon (Universität des Saarlandes)        | Marie-Luise Schulta-Jansen (Universität Münster) | Arya Aslim / Bambang Dihardja (TH Darmstadt / Universität Kaiserslautern)                  | Mechtild Hagemann / Marlies Rixen-Wessels (Universität Mainz / DSHS Köln)                                        | Thomas Künstler / Mechtild Hagemann (Universität Mainz)                                      | RWTH Aachen |
| 2             | Arya Aslim (TH Darmstadt)                       | Marlies Rixen-Wessels (DSHS Köln)                | Georg Simon / Thomas Künstler (Universität des Saarlandes / Universität Mainz)             | Marie-Luise Schulta-Jansen / U. Schulta (Universität Münster / Universität Gießen)                               | Hardijanto Budiono / U. Schulta (Universität Gießen)                                         | Universität Mainz |
| 3             | Thomas Künstler (Universität Mainz)             | Mechtild Hagemann (Universität Mainz)            | Dieter Frick / Jürgen Ladwig (Universität Tübingen / FH Nürtingen)                         | Felicitas Schmutzler / Corinna Riedel (TU Berlin / Universität Mainz)                                            | Ulrich Spicher / Petra Dieris-Wierichs (RWTH Aachen)                                         | Universität Tübingen |
| 3             | -                                               | -                                                | Klaus Forstinger / Horst Denzer (Universität des Saarlandes)                               | Srinapa Moszyk / Regina Saddeler (Universität Bielefeld / DSHS Köln)                                             | Dieter Frick / Karin Hökel (Universität Tübingen / Universität Karlsruhe)                    | - |
| 1982          |                                                 |                                                  |                                                                                            | |                                                                                              | |
| 1             | Thomas Künstler (Universität Mainz)             | Maren Schröder (GHS Kassel)                      | Arya Aslim / Bambang Dihardja (TH Darmstadt / FH Kaiserslautern)                           | Mechtild Hagemann / Marlies Rixen-Wessels (Universität Mainz / DSHS Köln)                                        | Thomas Künstler / Mechtild Hagemann (Universität Mainz)                                      | WG Aachen |
| 2             | Arya Aslim (TH Darmstadt)                       | Marlies Wessels (DSHS Köln)                      | Thomas Künstler / Jörg Diehl (WG Mainz / Universität Bonn)                                 | Karin Hökel / Christa Hökel (Universität Karlsruhe / Universität Tübingen)                                       | Franziskus Sulistyo / Bernd Wessels (Universität Dortmund / DSHS Köln)                       | WG Mainz |
| 3             | Dieter Frick (Universität Tübingen)             |                                                  | Dieter Frick / Rolf Rüsseler (Universität Tübingen / FH Nürnberg)                          | Schuhmacher / Sube (WG Mainz)                                                                                    | Klaus Forstinger / Föhr (Universität Kaiserslautern / Universität Freiburg)                  | GH Kassel |
| 3             | Jürgen Westermann (DSHS Köln)                   |                                                  | Klaus Forstinger / Horst Denzer (Universität Kaiserslautern / Universität des Saarlandes)  | Silke Baller / Kähler (Universität Kiel)                                                                         | Rolf Rüsseler / Karin Hökel (FH Nürnberg / Universität Karlsruhe)                            | - |
| 1983          |                                                 |                                                  |                                                                                            | |                                                                                              | |
| 1             | Arya Aslim (TH Darmstadt)                       | Maren Schröder (GHS Kassel)                      | Arya Aslim / Bambang Dihardja (TH Darmstadt / FH Kaiserslautern)                           | Marlies Wessels / Mechtild Künstler (DSHS Köln / Universität Mainz)                                              | Rolf Rüsseler / Karin Hökel (Universität Karlsruhe)                                          | WG Mainz |
| 2             | Thomas Künstler (WG Mainz)                      | Marlies Wessels (DSHS Köln)                      | Hiendriana / Klaus Forstinger (Universität Stuttgart / Universität Kaiserslautern)         | Sube / Maren Schröder (WG Mainz / GH Kassel)                                                                     | Claus Gallas / Gabriele Sadewater (WG Berlin)                                                | GH Kassel |
| 3             | Jörg Diehl (Universität Bonn)                   | Karin Hökel (Universität Karlsruhe)              | Thomas Künstler / Jürgen Schmitz (WG Mainz / Universität Bremen)                           | Gabriele Sadewater / Karin Hökel (WG Berlin / Universität Karlsruhe)                                             | Thomas Künstler / Antje Schwarz (WG Mainz)                                                   | WG Braunschweig |
| 3             | Lutz Hoffmann (WG Berlin)                       | Mechtild Hagemann (WG Mainz)                     | Bies / Hardijanto Budiono (Universität Karlsruhe / Universität Gießen)                     | Srinapa Moszyk / Angela Niederstebruch (Universität Bielefeld / FH Niederrhein)                                  | Edgar Hammes / Maren Schröder (Universität des Saarlandes / GH Kassel)                       | - |
| 1984          |                                                 |                                                  |                                                                                            | |                                                                                              | |
| 1             | Jürgen Gebhardt (Universität Mainz)             | Maren Schröder (GHS Kassel)                      | Jürgen Gebhardt / Thomas Künstler (Universität Mainz)                                      | Mechtild Hagemann / Antje Schwarz (Universität Mainz)                                                            | Rolf Rüsseler / Karin Hökel (Universität Karlsruhe)                                          | Universität Tübingen |
| 2             | Rolf Rüsseler (Universität Karlsruhe)           | Mechtild Hagemann (WG Mainz)                     | Rolf Rüsseler / Horst Denzer (Universität Karlsruhe / Universität des Saarlandes)          | Gabriele Sadewater / Darja Richter (FU Berlin)                                                                   | Kay Witt / Mechtild Hagemann (WG Berlin / WG Mainz)                                          | RWTH Aachen |
| 3             | Thomas Künstler (WG Mainz)                      | Karin Hökel (Universität Karlsruhe)              | Arya Aslim / Hiendriana (TH Darmstadt / Universität Stuttgart)                             | Ingrid Teckentrup / Zeugner (GH Paderborn)                                                                       | Rainer Deutsch / Maren Schröder (GH Kassel)                                                  | Universität Kiel |
| 3             | Arya Aslim (TH Darmstadt)                       | Silke Baller (Universität Kiel)                  | Konrad Reuther / Dieter Eichhorn (Universität des Saarlandes)                              | Julia Jörns / Karen Laubvogel (WG Hannover / Hochschule Hildesheim)                                              | Claus Gallas / Gabriele Sadewater (WG Berlin)                                                | - |
| 1985          |                                                 |                                                  |                                                                                            | |                                                                                              | |
| 1             | Thomas Künstler (Universität Mainz)             | Silke Baller (Universität Kiel)                  | Jürgen Gebhardt / Thomas Künstler (Universität Mainz)                                      | Mechtild Hagemann / Elke Drews (Universität Mainz)                                                               | Kay Witt / Mechtild Hagemann (FU Berlin / Universität Mainz)                                 | Universität Bonn |
| 2             | Jürgen Gebhardt (Universität Mainz)             | Mechtild Hagemann (Universität Mainz)            | Olaf Ackermann / Harald Rahn (Universität Düsseldorf / DSHS Köln)                          | Gabriele Sadewater / Katrin Kuhn (FU Berlin)                                                                     | Thomas Künstler / Zeugner (Universität Mainz / GH Paderborn)                                 | Universität Mainz (Jürgen Gebhardt, Thomas Künstler, Priebe, Stücklen, Mechtild Hagemann, Antje Schwarz)                                             |
| 3             | Jörg Diehl (Universität Bonn)                   | Gabriele Sadewater (FU Berlin)                   | Jürgen Ladwig / Dieter Frick (Universität Tübingen)                                        | Srinapa Moszyk / Angela Niederstebruch (Universität Bielefeld / FH Niederrhein)                                  | Rainer Deutsch / Maren Schröder (GH Kassel)                                                  | FU Berlin |
| 3             | Harald Rahn (DSHS Köln)                         | Elke Drews (Universität Stuttgart)               | Armin Hartmann / Jörg Diehl (Universität Bonn)                                             | Reichstadt-Vollmer / Weißer (Universität Konstanz / Universität Tübingen)                                        | Claus Gallas / Gabriele Sadewater (FU Berlin)                                                | - |
| 1986          |                                                 |                                                  |                                                                                            | |                                                                                              | |
| 1             | Jürgen Gebhardt (Universität Mainz)             | Maren Schröder (GHS Kassel)                      | Arya Aslim / Bambang Dihardja (TH Darmstadt / FH Kaiserslautern)                           | Gabriele Sadewater / Darja Richter (FU Berlin)                                                                   | Kay Witt / Mechtild Hagemann (FU Berlin / Universität Mainz)                                 | Universität Mainz |
| 2             | Hans-Georg Fischedick (FH Bund Bochum)          | Katrin Kuhn (WG Berlin)                          | Harald Rahn / Olaf Ackermann (Universität Bonn / Universität Düsseldorf)                   | Maren Schröder / Andrea Schmidt (GH Kassel)                                                                      | Ralph Kupries / Maren Schröder (GH Kassel)                                                   | Universität Bonn |
| 3             | Jürgen Westermann (DSHS Köln)                   | Silke Baller-Kraus (Universität Kiel)            | Jürgen Gebhardt / Jürgen Westermann (WG Mainz / DSHS Köln)                                 | Weißer / Weisen (DSHS Köln)                                                                                      | Jürgen Gebhardt / Antje Schwebler (Universität Mainz)                                        | GH Kassel |
| 3             | Armin Hartmann (Universität Bonn)               | Andrea Schmidt (GH Kassel)                       | Kay Witt / Claus Gallas (WG Berlin)                                                        | Mechtild Hagemann / Antje Schwebler (WG Mainz)                                                                   | Rainer Deutsch / Andrea Schmidt (GH Kassel)                                                  | - |
| 1987          |                                                 |                                                  |                                                                                            | |                                                                                              | |
| 1             | Armin Hartmann (Universität Bonn)               | Diana Koleva (Sofia)                             | Jürgen Gebhardt / Thomas Künstler (Universität Mainz)                                      | Mechtild Hagemann / Antje Schwebler (Universität Mainz)                                                          | Michael Storch / Andrea Kruczinski (RWTH Aachen / Universität Göttingen)                     | Universität Bonn |
| 2             | Jörg Diehl (Universität Bonn)                   | Beate Kruczinski (Universität Göttingen)         | Olaf Ackermann / Harald Rahn (Universität Düsseldorf / DSHS Köln)                          | Maren Schröder / Susanne Oberem (GH Kassel / FH Düsseldorf)                                                      | Jörg Diehl / Diana Koleva (Universität Bonn / Bulgarien)                                     | DSHS Köln |
| 3             | Detlef Poste (Universität Bremen)               | Maren Schröder (GH Kassel)                       | Arya Aslim / Hardijanto Budiono (TH Darmstadt)                                             | Birgit Schaaf / Ingrid Teckentrup (GH Paderborn)                                                                 | Sebastian / Mechtild Hagemann (WG Mainz)                                                     | WG Mainz |
| 3             | Harald Rahn (DSHS Köln)                         | Diana Filipova (Bulgarien)                       | Detlef Poste / Jürgen Schmitz (Universität Bremen)                                         | Diana Koleva / Petia Borisova (Bulgarien)                                                                        | Jürgen Gebhardt / Claudia Weiser (Universität Mainz / Universität Tübingen)                  | - |
| 1988          |                                                 |                                                  |                                                                                            | |                                                                                              | |
| 1             | Hagen Skibbe (Hanau)                            | Diana Koleva (Sofia)                             | Jürgen Schmitz / Gerd Schmitz (Universität Bonn)                                           | Anne-Katrin Seid / Elke Drews (Universität Ulm)                                                                  | Jürgen Schmitz / Christiane Russ (Universität Bonn)                                          | Universität Bonn |
| 2             | Michael Walz (FH Reutlingen)                    | Andrea Kruczinski (Universität Dortmund)         | Frank Diekmann / Detlef Poste (Universität Bielefeld / Universität Bremen)                 | Diana Koleva / Emilia Dimitrova (DFS Liulin Sofia)                                                               | Michael Storch / Andrea Kruczinski (RWTH Aachen / Universität Dortmund)                      | DSHS Köln |
| 3             | Detlef Poste (Universität Bremen)               | Elke Drews (WG Stuttgart)                        | Uwe Eckhoff / Hagen Skibbe (TU Braunschweig / Universität Frankfurt)                       | Katrin Dültgen / Ines Wegner (DSHS Köln)                                                                         | Orlin Tsvetanov / Diana Koleva (DFS Liulin Sofia)                                            | TU Braunschweig |
| 3             | -                                               | -                                                | Jörg Diehl / Jens Hoffbauer (Universität Bonn / Universität Bremen)                        | Andrea Kruczinski / Christine Skropke (Universität Dortmund / RWTH Aachen)                                       | Frank Diekmann / Ines Wegner (Universität Bielefeld / DSHS Köln)                             | - |
| 1989          |                                                 |                                                  |                                                                                            | |                                                                                              | |
| 1             | Detlef Poste (DSHS Köln)                        | Anne-Katrin Seid (Universität Ulm)               | Jörg Diehl / Harald Rahn (Universität Bonn / DSHS Köln)                                    | Sonja Grünewald / Bettina Apel (Universität Münster)                                                             | Jürgen Schmitz / Anne-Katrin Seid (Universität Ulm)                                          | DSHS Köln |
| 2             | Andreas Ruth (GH Duisburg)                      | Beata Syta (AZS Polen)                           | Jürgen Schmitz / Gerd Schmitz (Universität Bonn)                                           | Berger / Anne-Katrin Seid (Universität Ulm)                                                                      | Harald Rahn / Birgit Schaaf (GH Paderborn / Universität Bonn)                                | TU Braunschweig |
| 3             | Tomasz Mendrek (ČSSR)                           | Sylwia Wiechowska (AZS Polen)                    | Tomasz Mendrek / Radek Svoboda (ČSSR)                                                      | Ines Wegner / Katrin Dültgen (DSHS Köln)                                                                         | Pramudia Sudarbo / Claudia Bauch (WG Mannheim / GH Paderborn)                                | Universität Münster |
| 3             | Radek Svoboda (ČSSR)                            | Claudia Weiser (Universität Tübingen)            | Andreas Ruth / Tom Becker (GH Duisburg / Universität Essen)                                | Katrin Ulbort / Silke Gödecke (RWTH Aachen / DSHS Köln)                                                          | Andrzej Kołodyński / Beata Syta (AZS Polen)                                                  | - |
| 1990          |                                                 |                                                  |                                                                                            | |                                                                                              | |
| 1             | Detlef Poste (DSHS Köln)                        | Heike Franke (HSG DHfK Leipzig)                  | Detlef Poste / Martin Luhnen (DSHS Köln)                                                   | Bettina Apel / Sonja Grünwald (Universität Münster)                                                              | Jürgen Mader / Anne-Katrin Seid (FH Konstanz / Universität Ulm)                              | DSHS Köln |
| 2             | Holger Broß (Universität Göttingen)             | Ines Wegner (DSHS Köln)                          | Jürgen Schmitz / Gerd Schmitz (Universität Bonn)                                           | Katrin Dültgen / Ines Wegner (DSHS Köln)                                                                         | Dirk Teichelmann / Ute Landmann (TU Braunschweig)                                            | WG Saarbrücken |
| 3             | Uwe Pawellek (TU Braunschweig)                  | Anke Teigeler (FH Bund Köln)                     | Tom Becker / Henner Sudfeld (Universität Essen / Universität Münster)                      | Turid Goetz / Heike Franke (HSG DHfK Leipzig)                                                                    | Martin Luhnen / Nola Beringhoff (DSHS Köln)                                                  | Universität Münster |
| 3             | Eric Jacobs (Universität Kaiserslautern)        | Sonja Grünewald (Universität Münster)            | Christoph Krämer / Korner (Universität Kaiserslautern / WG Mannheim)                       | Katrin Ulbort / Silke Gödecke (RWTH Aachen / DSHS Köln)                                                          | Jürgen Schmitz / Anke Teigeler (Universität Bonn / FH Bund Köln)                             | - |
| 1991          |                                                 |                                                  |                                                                                            | |                                                                                              | |
| 1             | Detlef Poste (DSHS Köln)                        | Andrea Findhammer (Universität Bochum)           | Markus Keck / Jürgen Schmitz (FH Nürnberg / Universität Ulm)                               | Andrea Findhammer / Anne-Katrin Seid (Universität Bochum / Universität Ulm)                                      | Bernd Schwitzgebel / Anne-Katrin Seid (Universität des Saarlandes / Universität Ulm)         | DSHS Köln |
| 2             | Bernd Schwitzgebel (Universität des Saarlandes) | Heike Franke (Universität Leipzig)               | Detlef Poste / Martin Luhnen (DSHS Köln)                                                   | Bettina Apel / Sonja Grünwald (Universität Münster)                                                              | Martin Luhnen / Ines Wegner (DSHS Köln)                                                      | WG Saarbrücken |
| 3             | Martin Kranitz (Universität des Saarlandes)     | Heike Voigt (DSHS Köln)                          | Hans-Jürgen Resch / Jürgen Bühler (Universität des Saarlandes)                             | Angelika Becker / Silke Gödecke (DSHS Köln)                                                                      | Martin Červený / Zdenka Vitoušová (Universität Plzeň)                                        | TU Braunschweig |
| 3             | Michael Helber (Universität des Saarlandes)     | Sonja Grünewald (Universität Münster)            | Martin Kranitz / Michael Helber (Universität des Saarlandes)                               | Zornitza Pavlova / Katrin Ulbort (RWTH Aachen)                                                                   | Michael Helber / Kiehm (Universität des Saarlandes)                                          | - |
| 1992          |                                                 |                                                  |                                                                                            | |                                                                                              | |
| 1             | Volker Renzelmann (DSHS Köln)                   | Jane Vang-Nielsen (Universität Gießen)           | Stephan Kuhl / Martin Kranitz (Universität des Saarlandes)                                 | Sonja Grünewald / Bettina Apel (Universität Münster)                                                             | Martin Luhnen / Ines Wegner (DSHS Köln)                                                      | DSHS Köln |
| 2             | Detlef Poste (DSHS Köln)                        | Sonja Grünewald (Universität Münster)            | Volker Renzelmann / Martin Luhnen (DSHS Köln / Köln)                                       | Maren Schröder / Heuer (GH Kassel)                                                                               | Claus Schulte / Janne Vang-Nielsen (TU Clausthal / WG Gießen)                                | RWTH Aachen |
| 3             | Martin Kranitz (Universität des Saarlandes)     | Zornitza Pavlova (RWTH Aachen)                   | Jean-Frédéric Massias / Martin Červený (Frankreich / ČSFR)                                 | Zornitza Pavlova / Brigitte Faßbender (RWTH Aachen / Universität Bonn)                                           | Schumacher / Sonja Grünewald (GH Paderborn / Universität Münster)                            | DSHS Köln II |
| 3             | Stephan Kuhl (Universität des Saarlandes)       | Tanja Münch (DSHS Köln)                          | Detlef Poste / Jan Borrmann (DSHS Köln)                                                    | Ines Wegner / Katrin Dültgen (DSHS Köln)                                                                         | Martin Kranitz / Kiehm (Universität des Saarlandes)                                          | - |
| 1993          |                                                 |                                                  |                                                                                            | |                                                                                              | |
| 1             | Detlef Poste (DSHS Köln)                        | Sonja Grünewald (Universität Münster)            | Volker Renzelmann / Martin Luhnen (DSHS Köln)                                              | Sonja Grünewald / Tatjana Geibig-Krax (Universität Münster)                                                      | Martin Luhnen / Ines Wegner (DSHS Köln)                                                      | DSHS Köln |
| 2             | Volker Renzelmann (DSHS Köln)                   | Heike Voigt (DSHS Köln)                          | Kai Riedel / Christoph Krämer (Hamburg)                                                    | Anke Teigeler / Maren Schröder (Universität Frankfurt / GH Kassel)                                               | Sven Landwehr / Steffi Döhmen (Universität Oldenburg / Universität Bochum)                   | DSHS Köln II |
| 3             | Uwe Pawellek (TU Braunschweig)                  | Susanne Höfle (München)                          | Detlef Poste / Jan Borrmann (DSHS Köln)                                                    | Sibylle Holz / Susanne Höfle (München)                                                                           | Bastian Kruse / Anke Teigeler (TH Darmstadt / Universität Frankfurt)                         | RWTH Aachen |
| 3             | Sven Landwehr (Universität Oldenburg)           | Tatjana Geibig-Krax (Universität Münster)        | Michael Storch / Mathias Micheel (RWTH Aachen)                                             | Ines Wegner / Katrin Dültgen (DSHS Köln)                                                                         | Jürgen Mader / Silke Gödecke (FH Konstanz / DSHS Köln)                                       | - |
| 1994          |                                                 |                                                  |                                                                                            | |                                                                                              | |
| 1             | Detlef Poste (DSHS Köln)                        | Heike Schönharting (Universität Mainz)           | Volker Renzelmann / Martin Luhnen (DSHS Köln)                                              | Tanja Krömer / Kristine Fock (Universität Kiel)                                                                  | Stephan Kuhl / Anne-Katrin Seid (Universität zu Köln / Universität Ulm)                      | DSHS Köln |
| 2             | Volker Renzelmann (DSHS Köln)                   | Tanja Spahr (WG München)                         | Alexander Merget / Harald Vöpel (Universität Frankfurt)                                    | Sibylle Holz / Tanja Spahr (WG München)                                                                          | Jochen Bartels / Tanja Krömer (Universität Kiel)                                             | DSHS Köln II |
| 3             | Guntur Hariono (WG Braunschweig)                | Tatjana Geibig-Krax (Universität Münster)        | Edgar Schmitz / Stephan Kuhl (Universität Bremen / WG Gießen)                              | Heike Voigt / Ines Wegner (DSHS Köln)                                                                            | Norman Eby / Heike Schönharting (WG Mainz)                                                   | WG Braunschweig |
| 3             | Stephan Kuhl (WG Gießen)                        | Heike Voigt (DSHS Köln)                          | Jan Borrmann / Detlef Poste (DSHS Köln)                                                    | Anne-Katrin Seid / Kristine Tiruma (Universität Ulm / Riga)                                                      | Franklin Wahab / Kirsten Sprang (Universität Frankfurt / Universität des Saarlandes)         | - |
| 1995          |                                                 |                                                  |                                                                                            | |                                                                                              | |
| 1             | Guntur Hariono (Universität Braunschweig)       | Anne-Katrin Seid (Universität Ulm)               | Guntur Hariono / Sascha Horatzek (Universität Braunschweig)                                | Anne-Katrin Seid / Tanja Spahr (Universität Ulm / WG München)                                                    | Steffen Weber / Anne-Katrin Seid (Universität Heidelberg / Universität Ulm)                  | Universität Frankfurt |
| 2             | Stephan Kuhl (DSHS Köln)                        | Heike Schönharting (Universität Mainz)           | Frank Weber / Steffen Weber (Universität Erlangen-Nürnberg / Universität Heidelberg)       | Tanja Krömer / Kristine Fock (Universität Kiel)                                                                  | Stephan Kuhl / Tanja Spahr (DSHS Köln / WG München)                                          | WG Braunschweig |
| 3             | Jan Bormann (DSHS Köln)                         | Heike Voigt (DSHS Köln)                          |                                                                                            | |                                                                                              | DSHS Köln |
| 3             | Steffen Weber (Universität Heidelberg)          | Tanja Spahr (WG München)                         |                                                                                            | |                                                                                              | - |
| 1996          |                                                 |                                                  |                                                                                            | |                                                                                              | |
| 1             | ausgefallen                                     | ausgefallen                                      | ausgefallen                                                                                | ausgefallen | ausgefallen                                                                                  | Universität Frankfurt |
| 2             | ausgefallen                                     | ausgefallen                                      | ausgefallen                                                                                | ausgefallen | ausgefallen                                                                                  | DSHS Köln |
| 3             | ausgefallen                                     | ausgefallen                                      | ausgefallen                                                                                | ausgefallen | ausgefallen                                                                                  | WG Heidelberg |
| 1997          |                                                 |                                                  |                                                                                            | |                                                                                              | |
| 1             | Boris Reichel (DSHS Köln)                       | Birgit Schönharting (FH Wiesbaden)               | Marc Hannes / Boris Reichel (DSHS Köln)                                                    | Tanja Krömer / Kristine Fock (Universität Kiel)                                                                  | Franklin Wahab / Sandra Mirtsching (Universität Frankfurt)                                   | DSHS Köln |
| 2             | Marc Hannes (DSHS Köln)                         | Ilka Busch (DSHS Köln)                           | Pete Sadewater / Christian Schwab (WG Berlin)                                              | Almut Fink / Petra Jacobs (WG Konstanz / WG Freiburg)                                                            | Norman Eby / Birgit Schönharting (WG Mainz / FH Wiesbaden)                                   | WG Darmstadt |
| 3             | Christian Schwab (WG Berlin)                    | Steffi Döhmen (Universität Bochum)               | Stefan Mandrella / Jörg Nilges (WG Darmstadt)                                              | Birgit Schönharting / Sandra Mirtsching (FH Wiesbaden / Universität Frankfurt)                                   | Dirk Ruberg / Steffi Döhmen (Universität Duisburg / Universität Bochum)                      | WG Freiburg |
| 3             | Norman Eby (WG Mainz)                           | Susanne Babenschneider (WG Berlin)               | Franklin Wahab / Norman Eby (Universität Frankfurt / WG Mainz)                             | Ulrike Schreck / Petra Simon (WG Konstanz / WG Heidelberg)                                                       | Jörg Nilges / Aline Wagener (WG Darmstadt)                                                   | - |
| 1998          |                                                 |                                                  |                                                                                            | |                                                                                              | |
| 1             | Michael Helber (Universität des Saarlandes)     | Heike Schönharting (Universität Mainz)           | Marc Hannes / Michael Helber (DSHS Köln / Universität des Saarlandes)                      | Stefanie Müller / Anika Sietz (Universität des Saarlandes)                                                       | Sebastian Ottrembka / Anika Sietz (FH Saarbrücken / Universität des Saarlandes)              | WG Hamburg |
| 2             | Boris Reichel (DSHS Köln)                       | Stefanie Müller (Universität des Saarlandes)     | Sebastian Ottrembka / Boris Reichel (FH Saarbrücken / DSHS Köln)                           | Anja Weber / Annika Behnisch (Humboldt-Universität zu Berlin)                                                    | Franklin Wahab / Wiebke Schrempf (Universität Frankfurt / Universität des Saarlandes)        | Universität Frankfurt |
| 3             | Marc Hannes (DSHS Köln)                         | Birgit Schönharting (FH Wiesbaden)               | Stephan Kuhl / Kai Riedel (DSHS Köln / WG Hamburg)                                         | Dominique Mirtsching / Birgit Schönharting (Universität Frankfurt / FH Wiesbaden)                                | Peter Sadewater / Anja Weber (FU Berlin / Humboldt-Universität zu Berlin)                    | WG Freiburg |
| 3             | Wolf-Dieter Baier (WG Freiburg)                 | Wiebke Schrempf (Universität des Saarlandes)     | Franklin Wahab / Norman Eby (Universität Frankfurt / Universität Mainz)                    | Daniela Planck / Sandra Meinel (Universität Leipzig)                                                             | Norman Eby / Heike Schönharting (WG Mainz)                                                   | - |
| 1999          |                                                 |                                                  |                                                                                            | |                                                                                              | |
| 1             | Marc Hannes (DSHS Köln)                         | Heike Schönharting (Universität Mainz)           | Franklin Wahab / Norman Eby (Universität Frankfurt / Universität Mainz)                    | Heike Schönharting / Sandra Mirtsching (Universität Mainz / Universität Frankfurt)                               | Boris Reichel / Anja Weber (DSHS Köln / Humboldt-Universität zu Berlin)                      | Universität Frankfurt |
| 2             | Marc Hannes (DSHS Köln)                         | Anja Weber (Humboldt-Universität zu Berlin)      | Matthias Brandt / Michael Wendling (Universität Leipzig / Universität Bielefeld)           | Denise Naulin / Lenz (Universität Konstanz / Universität Heidelberg)                                             | Franklin Wahab / Sandra Mirtsching (Universität Frankfurt)                                   | WG München |
| 3             | Arnd Vetters (FH Wiesbaden)                     | Sandra Mirtsching (Universität Frankfurt)        | Christian Roth / Kai Behles (TU Darmstadt / FH Mannheim)                                   | Petra Rimkus / Diana Sühlfleisch (Universität Leipzig)                                                           | Wolf-Dieter Baier / Petra Simon (WG Freiburg / Universität Heidelberg)                       | Universität Jena |
| 3             | Norman Eby (WG Mainz)                           | Denise Naulin (Universität Jena)                 | Wolf-Dieter Baier / Gerd Schönharting (WG Freiburg / FH Nürtingen)                         | Ulrike Schreck / Petra Simon (Universität Konstanz / Universität Heidelberg)                                     | Norman Eby / Heike Schönharting (WG Mainz)                                                   | - |
| 2000          |                                                 |                                                  |                                                                                            | |                                                                                              | |
| 1             | Marc Hannes (DSHS Köln)                         | Stefanie Müller (Universität Erlangen-Nürnberg)  | Arnd Vetters / Franklin Wahab (Universität Mainz / Universität Frankfurt)                  | Stefanie Müller / Sandra Mirtsching (Universität Erlangen-Nürnberg / Universität Frankfurt)                      | Boris Reichel / Anja Weber (DSHS Köln / Humboldt-Universität zu Berlin)                      | WG München (Marcus Ewald, Alexander Theiner, Sascha Holsten, Andreas Baumhof, Michael Klose, Ingo Deking Anja Horst, Sabrina Becker, Sabine Kempter) |
| 2             | Andreas Wölk (Universität Bonn)                 | Anja Weber (Humboldt-Universität zu Berlin)      | Björn Decker / Kai Behles (Universität des Saarlandes / BA Mannheim)                       | Anja Weber / Jenny Oskarsson (Humboldt-Universität zu Berlin)                                                    | Franklin Wahab / Sandra Mirtsching (Universität Frankfurt)                                   | Universität Jena |
| 3             | Arnd Vetters (Universität Mainz)                | Denise Naulin (Universität Jena)                 | Wolf-Dieter Baier / Norman Eby (WG Freiburg / Universität Mainz)                           | Aline Wagener / Simone Fulle (WG Darmstadt)                                                                      | Marcus Ewald / Jessica Willems (WG München / KU Eichstätt)                                   | Universität Frankfurt |
| 3             | Boris Reichel (DSHS Köln)                       | Melanie Herrle (KU Eichstätt)                    | Boris Reichel / Marc Hannes (DSHS Köln)                                                    | Jessica Willems / Melanie Herrle (KU Eichstätt)                                                                  | Wolf-Dieter Baier / Ulrike Schreck (WG Freiburg / Universität Konstanz)                      | - |
| 2001          |                                                 |                                                  |                                                                                            | |                                                                                              | |
| 1             | Ian Maywald (Universität Bonn)                  | Anja Weber (Humboldt-Universität zu Berlin)      | Ian Maywald / Marc Hannes (Universität Bonn)                                               | Anja Weber / Sandra Mirtsching (Humboldt-Universität zu Berlin / Universität Frankfurt)                          | Boris Reichel / Anja Weber (DSHS Köln / Humboldt-Universität zu Berlin)                      | Universität Mainz |
| 2             | Boris Reichel (DSHS Köln)                       | Katarzyna Wojcik (AWF Kraków)                    | Franklin Wahab / Arnd Vetters (Universität Frankfurt / WG Mainz)                           | Jessica Willems / Sonja Martenstein (KU Eichstätt / WG Mainz)                                                    | Roman Spitko / Jessica Willems (KU Eichstätt / Universität des Saarlandes)                   | WG München |
| 3             | Jörg Dahlhaus (Universität Göttingen)           | Katja Förster (Universität Leipzig)              | Felix Künzer / Sebastian Strödke (WG München)                                              | Denise Naulin / Susann Richter (Universität Jena)                                                                | Felix Künzer / Claudia Klingelhöfer (WG München)                                             | Universität Frankfurt |
| 3             | Thomas Bartels (Universität Bremen)             | Katrin Hafez (FU Berlin)                         | Mateusz Wlaszek / Rafal Kasprow (AWF Kraków)                                               | Simone Fulle / Aline Wagener (Universität Frankfurt / WG Darmstadt)                                              | Sandra Mirtsching / Franklin Wahab (Universität Frankfurt)                                   | - |
| 2002          |                                                 |                                                  |                                                                                            | |                                                                                              | |
| 1             | Mike Joppien (Universität Wuppertal)            | Tina Langhammer (MLU Halle)                      | Arnd Vetters / Franklin Wahab (Universität Mainz / Universität Frankfurt)                  | Susanne Cloppenburg / Tina Langhammer (Universität Hannover / MLU Halle)                                         | Arndt Vetters / Ulrike Schreck (Universität Mainz / Universität Konstanz)                    | WG München |
| 2             | Ian Maywald (Universität Bonn)                  | Jenny Greune (Universität Göttingen)             | Marc Hannes / Ian Maywald (Universität Bonn)                                               | Ulrike Schreck / Claudia Klingelhöfer (Universität Konstanz / WG München)                                        | Jonas Grape / Barbara Fischer (Universität Bochum)                                           | Universität Göttingen |
| 3             | Andreas Wölk (WG München)                       | Ulrike Schreck (Universität Konstanz)            | Stephan Löll / Marc Schüler (Universität Düsseldorf / Universität Essen)                   | Corinna Lux / Mareike Pauls (Universität Ulm / Universität Flensburg)                                            | Felix Künzer / Claudia Klingelhöfer (WG München)                                             | Universität Frankfurt |
| 3             | Marc Hannes (Universität Bonn)                  | Corinna Lux (Universität Ulm)                    | Roman Spitko / Felix Hoffmann (Universität des Saarlandes / WG München)                    | Barbara Fischer / Kirstin Töllner (Universität Bochum / WG Hamburg)                                              | John Appoldt / Marion Appoldt (WG München)                                                   | - |
| 2003          |                                                 |                                                  |                                                                                            | |                                                                                              | |
| 1             | Andreas Wölk (Universität Düsseldorf)           | Anja Weber (Humboldt-Universität zu Berlin)      | Björn Wippich / Maurice Niesner (Universität Jena / HTW Saarland)                          | Anja Weber / Katharina Bobeth (Humboldt-Universität zu Berlin / HTW Berlin)                                      | Arnd Vetters / Anja Weber (Universität Mainz / Humboldt-Universität zu Berlin)               | WG München |
| 2             | Michael Fuchs (Universität des Saarlandes)      | Simone Fulle (Universität Frankfurt)             | Franklin Wahab / Arnd Vetters (Universität Frankfurt / Universität Mainz)                  | Sonja Martenstein / Simone Fulle (WG Mainz / Universität Frankfurt)                                              | Jochen Cassel / Sonja Martenstein (Universität des Saarlandes / WG Mainz)                    | Universität Göttingen |
| 3             | Björn Wippich (Universität Jena)                | Tina Langhammer (MLU Halle)                      | Mike Joppien / Andreas Wölk (Universität Wuppertal / Universität Düsseldorf)               | Susanne Cloppenburg / Tina Langhammer (Universität Hannover / MLU Halle)                                         | Markus Ewald / Ulrike Schreck (WG München / Universität Konstanz)                            | Universität Münster |
| 3             | Pascal Histel (Universität Kaiserslautern)      | Jessica Willems (KU Eichstätt)                   | Felix Hoffmann / Michael Fuchs (WG München / Universität des Saarlandes)                   | Stephanie Bader / Marion Appoldt (WG München / Universität München)                                              | Franklin Wahab / Jessica Willems (Universität Mainz / KU Eichstätt)                          | - |
| 2004          |                                                 |                                                  |                                                                                            | |                                                                                              | |
| 1             | Conrad Hückstädt (Universität des Saarlandes)   | Anja Weber (Humboldt-Universität zu Berlin)      | Kristof Hopp / Michael Fuchs (Universität des Saarlandes)                                  | Anja Weber / Katharina Bobeth (Humboldt-Universität zu Berlin / HTW Berlin)                                      | Boris Reichel / Anja Weber (DSHS Köln / Humboldt-Universität zu Berlin)                      | Universität Mainz |
| 2             | Andreas Wölk (Universität Düsseldorf)           | Katharina Bobeth (HTW Berlin)                    | Mike Joppien / Andreas Wölk (Universität Wuppertal / Universität Düsseldorf)               | Melanie Schell / Simone Fulle (Universität Mainz / Universität Frankfurt)                                        | Mike Joppien / Marion Appoldt (Universität Wuppertal / Universität München)                  | WG Hamburg |
| 3             | Michael Fuchs (Universität des Saarlandes)      | Corinna Lux (Universität Ulm)                    | Arnd Vetters / Franklin Wahab (Universität Mainz / Universität Frankfurt)                  | Corinna Lux / Natalie Tropf (Universität Ulm / Universität Heidelberg)                                           | Felix Künzer / Karoline Neumann (TU München)                                                 | WG München |
| 3             | Sven Eric Kastens (Universität Hamburg)         | Aileen Rößler (Universität zu Köln)              | Danny Schwarz / Boris Reichel (Universität zu Köln / DSHS Köln)                            | Aileen Rößler / Anja Fillbrun (Universität zu Köln)                                                              | Michael Fuchs / Aileen Rößler (Universität des Saarlandes / Universität zu Köln)             | - |
| 2005          |                                                 |                                                  |                                                                                            | |                                                                                              | |
| 1             | Andreas Wölk (Universität Düsseldorf)           | Katharina Bobeth (HTW Berlin)                    | Mike Joppien / Andreas Wölk (Universität Wuppertal / Universität Düsseldorf)               | Jessica Willems / Katharina Bobeth (KU Eichstätt / HTW Berlin)                                                   | Leif-Olav Zöllner / Katharina Bobeth (TU Braunschweig / HTW Berlin)                          | WG Saarbrücken |
| 2             | Sven Eric Kastens (Universität des Saarlandes)  | Franziska Prax (WG Mainz)                        | Sven Eric Kastens / Michael Fuchs (Universität des Saarlandes)                             | Aline Decker / Eva Schneider (Universität des Saarlandes)                                                        | Michael Cassel / Sonja Martenstein (Universität des Saarlandes / WG Mainz)                   | WG Braunschweig |
| 3             | Jochen Cassel (Universität des Saarlandes)      | Claudia Ritter (WG Darmstadt)                    | Marc Hannes / Boris Reichel (WG Köln)                                                      | Sonja Martenstein / Melanie Schell (WG Mainz)                                                                    | Sebastian Strödke / Kristina Kreibich (WG München / Universität des Saarlandes)              | WG Mainz |
| 3             | Stephan Löll (Universität Bochum)               | Aline Decker (Universität des Saarlandes)        | Felix Künzer / Sebastian Strödke (WG München)                                              | Maria Holkenbrink / Franziska Prax (WG Köln / WG Mainz)                                                          | Sebastian Kreibich / Laura Ufermann (Universität Kaiserslautern / Universität Duisburg)      | - |
| 2006          |                                                 |                                                  |                                                                                            | |                                                                                              | |
| 1             | Ian Maywald (Universität Bonn)                  | Caren Hückstädt (UDK Berlin)                     | Roman Spitko / Michael Fuchs (Universität des Saarlandes)                                  | Sindy Krauspe / Laura Ufermann (Universität Kaiserslautern / Universität Duisburg-Essen)                         | Hendrik Westermeyer / Laura Ufermann (Universität Wuppertal / Universität Duisburg-Essen)    | WG Saarbrücken |
| 2             | Andreas Wölk (Universität Düsseldorf)           | Astrid Hoffmann (WG Hamburg)                     | Johannes Schöttler / Andreas Wölk (Universität des Saarlandes / Universität Düsseldorf)    | Caren Hückstädt / Michaela Kitscke (UDK Berlin)                                                                  | Johannes Schöttler / Gitte Köhler (Universität des Saarlandes / WG Hamburg)                  | WG München |
| 3             | Sebastian Kreibich (Universität Kaiserslautern) | Aline Decker (Universität des Saarlandes)        | Stephan Löll / Hendrik Westermeyer (Universität Bochum / Universität Wuppertal)            | Aline Decker / Eva Schneider (Universität des Saarlandes)                                                        | Thomas Staczan / Monja Giebmanns (Universität Münster)                                       | Ruhr-Universität Bochum |
| 3             | Thomas Staczan (Universität Münster)            | Franziska Prax (WG Mainz)                        | Marcel Reuter / Ian Maywald (Universität des Saarlandes / Universität Bonn)                | Katharina Bobeth / Gitte Köhler (HTW Berlin / WG Hamburg)                                                        | Michael Fuchs / Aline Decker (Universität des Saarlandes)                                    | - |
| 2007          |                                                 |                                                  |                                                                                            | |                                                                                              | |
| 1             | Sebastian Schöttler (WG Hamburg)                | Caren Hückstädt (UDK Berlin)                     | Benjamin Wahl / Frank Schlosser (Universität Stuttgart / Universität Bamberg)              | Sonja Martenstein / Claudia Klingelhöfer (WG Mainz / WG München)                                                 | Michael Hauber / Julia Hauber (WG München)                                                   | WG Saarbrücken |
| 2             | Stephan Löll (Universität Bochum)               | Astrid Hoffmann (WG Hamburg)                     | Jan-Patrick Helmchen / Leif-Olav Zöllner (WG Hamburg / TU Braunschweig)                    | Laura Ufermann / Kristina Kreibich (Universität Duisburg-Essen / Universität des Saarlandes)                     | Timo Courage / Nete Andersen (WG München / Universität Frankfurt)                            | WG München |
| 3             | Marcel Reuter (Universität des Saarlandes)      | Sonja Martenstein (WG Mainz)                     | Timo Courage / Sebastian Strödke (WG München)                                              | Aileen Rößler / Claudia Harwardt (Universität Düsseldorf / Universität Bochum)                                   | Leif-Olav Zöllner / Claudia Harwardt (TU Braunschweig / Universität Bochum)                  | WG Hamburg |
| 3             | Sven Eric Kastens (Universität des Saarlandes)  | Claudia Klingelhöfer (WG München)                | Benjamin Placzek / Timm Spitzer (WG Regensburg)                                            | Aileen Rößler / Claudia Harwardt (Universität Düsseldorf / Universität Bochum)                                   | Sebastian Kreibich / Mona Emrich (Universität Kaiserslautern / WG Mainz)                     | - |
| 2008          |                                                 |                                                  |                                                                                            | |                                                                                              | |
| 1             | Alexander Roovers (Universität Duisburg-Essen)  | Astrid Hoffmann (WG Hamburg)                     | Maurice Niesner / Till Zander (WG Hamburg)                                                 | Jana Bühl / Laura Ufermann (WG Braunschweig / Universität Duisburg-Essen)                                        | Till Zander / Astrid Hoffmann (WG Hamburg)                                                   | WG Hamburg |
| 2             | Maurice Niesner (WG Hamburg)                    | Mona Reich (WG Mainz)                            | Timo Courage / Michael Hauber (WG München)                                                 | Mona Reich / Sandra Emrich (WG Mainz)                                                                            | Michael Hauber / Julia Hauber (WG München)                                                   | WG Saarbrücken |
| 3             | Jan Patrick Helmchen (Uni Hamburg BW)           | Sandra Emrich (WG Mainz)                         | Andreas Fuchs / Michael Fuchs (WG München / Universität des Saarlandes)                    | Simone Lauber / Anna-Lena Riepl (WG Gießen / Universität Marburg)                                                | Jan Patrick Helmchen / Jana Bühl (Uni Hamburg BW / WG Braunschweig)                          | WG München |
| 3             | Stephan Löll (Universität Bochum)               | Juliane Peters (WG Gießen)                       | André Bertko / Stephan Löll (FOM Köln / Universität Bochum)                                | Sabine Huber / Natalie Tropf (FH Polizei Villingen-Schwenningen / WG Heidelberg)                                 | Hendrik Westermeyer / Andrea Bart (Universität Wuppertal / Universität Duisburg-Essen)       | - |
| 2009          |                                                 |                                                  |                                                                                            | |                                                                                              | |
| 1             | ausgefallen                                     | ausgefallen                                      | ausgefallen                                                                                | ausgefallen | ausgefallen                                                                                  | WG Hamburg |
| 2             | ausgefallen                                     | ausgefallen                                      | ausgefallen                                                                                | ausgefallen | ausgefallen                                                                                  | WG Saarbrücken |
| 3             | ausgefallen                                     | ausgefallen                                      | ausgefallen                                                                                | ausgefallen | ausgefallen                                                                                  | Universität Duisburg-Essen |
| 2010          |                                                 |                                                  |                                                                                            | |                                                                                              | |
| 1             | Sebastian Schöttler (WG Hamburg)                | Mona Reich (WG Mainz)                            | Tim Courage / Michael Hauber (WG München / TU München)                                     | Kim Buss / Laura Ufermann (Universität Duisburg-Essen)                                                           | Till Zander / Astrid Hoffmann (WG Hamburg)                                                   | WG Hamburg |
| 2             | Mathieu Pohl (Universität des Saarlandes)       | Kim Buss (Universität Duisburg-Essen)            | Christopher Fix / Steffen Peterskovsky (WG Frankfurt)                                      | Sandra Emrich / Mona Reich (WG Mainz)                                                                            | Michael Hauber / Julia Hauber (TU München / WG Regensburg)                                   | WG München |
| 3             | Robert Georg (WG Darmstadt)                     | Eva Damm (RWTH Aachen)                           | Till Zander / Leif-Olav Zöllner (WG Hamburg / WG Braunschweig)                             | Julia Hauber / Verena Roth (WG Regensburg / Universität München)                                                 | Sebastian Schöttler / Laura Ufermann (WG Hamburg / Universität Duisburg-Essen)               | Universität Duisburg-Essen |
| 3             | Benjamin Placzek (TU München)                   | Astrid Hoffmann (WG Hamburg)                     | Temuulen Ayush / Thies Wiediger (HTW Berlin / Universität Kiel)                            | Jana Bühl / Tessa-Teresa Koschik (WG Braunschweig / VFH Wiesbaden)                                               | Benjamin Placzek / Andrea Bart (WG München / Universität Duisburg-Essen)                     | - |
| 2011          |                                                 |                                                  |                                                                                            | |                                                                                              | |
| 1             | Kai Waldenberger (DSHS Köln)                    | Kim Buss (Universität Duisburg-Essen)            | Robert Georg / Daniel Benz (FH Mainz / Universität Frankfurt)                              | Kim Buss / Laura Ufermann (Universität Duisburg-Essen)                                                           | Philipp Wachenfeld / Fabienne Köhler (Universität Düsseldorf / DSHS Köln)                    | WG Saarbrücken |
| 2             | Daniel Benz (Universität Frankfurt)             | Mona Reich (Universität Mainz)                   | Christopher Fix / Steffen Peterskovsky (Universität Frankfurt)                             | Sandra Emrich / Mona Reich (Universität Mainz)                                                                   | Benjamin Placzek / Laura Ufermann (TU München / Universität Duisburg-Essen)                  | WG Köln |
| 3             | Mathieu Pohl (Universität des Saarlandes)       | Eva Damm (RWTH Aachen)                           | Michael Hauber / Benjamin Placzek (Universität München / TU München)                       | Mascha Bahro / Franziska Ottrembka (HS für Prävention und Gesundheitsmanagement Saarbrücken / TU Berlin)         | Simon Merkt / Eva Damm (Universität Erlangen-Nürnberg / RWTH Aachen)                         | WG München |
| 3             | Philipp Wachenfeld (Universität Düsseldorf)     | Mette Stahlberg (Universität zu Köln)            | Justus Schmitz / Frederik Weil (Universität Münster / Universität Würzburg)                | Claudine Barnig / Fabienne Köhler (WG Köln / DSHS Köln)                                                          | Robert Georg / Mona Emrich (Universität Mainz)                                               | - |
| 2012          |                                                 |                                                  |                                                                                            | |                                                                                              | |
| 1             | Fabian Hammes (Universität des Saarlandes)      | Alina Hammes (Universität Bochum)                | Sebastian Ames / Christopher Ames (Universität Würzburg)                                   | Sandra Emrich / Mona Reich (Universität Mainz)                                                                   | Robert Georg / Sandra Emrich (Universität Mainz)                                             | WG Saarbrücken |
| 2             | Daniel Benz (Universität Frankfurt)             | Mona Reich (Universität Mainz)                   | Thomas Legleitner / Peter Lang (TU Darmstadt)                                              | Lisa Kaminski / Eva Damm (FH Remagen / RWTH Aachen)                                                              | Marián Ufermann / Lisa Kaminski (Universität Duisburg-Essen / FH Remagen)                    | WG Köln |
| 3             | Simon Merkt (RWTH Aachen)                       | Mette Stahlberg (Universität zu Köln)            | Frederik Weil / Benjamin Wahl (Universität Würzburg / Universität Stuttgart)               | Mette Stahlberg / Claudine Barnig (Universität zu Köln)                                                          | Rasmus Zander / Conny Paulsen (HAW Hamburg / Universität Hamburg)                            | Universität Würzburg |
| 3             | Richard Domke (Universität des Saarlandes)      | Inken Wienefeld (Universität Duisburg-Essen)     | Richard Domke / Philip Welker (Universität des Saarlandes)                                 | Nadine Kuhnert / Mascha Bahro (Munich Business School / HS für Prävention und Gesundheitsmanagement Saarbrücken) | Jakob Bachhuber / Regina Bachhuber (HAW München / Universität München)                       | - |
| 2013          |                                                 |                                                  |                                                                                            | |                                                                                              | |
| 1             | ausgefallen                                     | ausgefallen                                      | ausgefallen                                                                                | ausgefallen | ausgefallen                                                                                  | WG Saarbrücken |
| 2             | ausgefallen                                     | ausgefallen                                      | ausgefallen                                                                                | ausgefallen | ausgefallen                                                                                  | Universität Duisburg-Essen |
| 3             | ausgefallen                                     | ausgefallen                                      | ausgefallen                                                                                | ausgefallen | ausgefallen                                                                                  | WG Karlsruhe |
| 2014          |                                                 |                                                  |                                                                                            | |                                                                                              | |
| 1             | Asher Richardson (DSHS Köln)                    | Lisa Kaminski (FH Remagen)                       | Peter Lang / Daniel Benz (Universität Frankfurt)                                           | Anna Bram / Joyce Grimm (TU Hamburg-Harburg / Universität Hamburg)                                               | Lars Rieger / Joyce Grimm (Universität Hamburg)                                              | Universität Duisburg-Essen |
| 2             | Thomas Legleitner (TU Darmstadt)                | Stephanie Romen (KIT Karlsruhe)                  | Asher Richardson / Christopher Skrzeba (DSHS Köln)                                         | Conny Paulsen / Katrin Schadlowski (HAW Hamburg / Universität Hamburg)                                           | Lin-Yu Oei / Nadine Kuhnert (TU Berlin / Munich Business School)                             | WG Hamburg |
| 3             | Christoph Skrzeba (DSHS Köln)                   | Katharina Altenbeck (Universität Duisburg-Essen) | Thomas Legleitner / Nils Rotter (TU Darmstadt / FH Frankfurt)                              | Katharina Altenbeck / Lea-Lyn Stremlau (Universität Duisburg-Essen)                                              | Lucas Bednorsch / Stephanie Romen (KIT Karlsruhe)                                            | WG Karlsruhe |
| 3             | Lucas Bednorsch (KIT Karlsruhe)                 | Joyce Grimm (Universität Hamburg)                | Sebastian Haardt / Malte Laibacher (Universität Bochum / Universität Münster)              | Stephanie Romen / Nadine Kuhnert (KIT Karlsruhe / Munich Business School)                                        | Philipp Wachenfeld / Mascha Bahro (Universität Düsseldorf)                                   | WG Freiburg |
| 2015          |                                                 |                                                  |                                                                                            | |                                                                                              | |
| 1             | Lucas Bednorsch (KIT Karlsruhe)                 | Theresa Wurm (HS Aschaffenburg)                  | Peter Lang (Uni Frankfurt) / Nils Rotter (FH Frankfurt)                                    | Linda Efler (Uni Duisburg-Essen) / Franziska Volkmann (Uni Bochum)                                               | Lucas Bednorsch (KIT Karlsruhe) / Conny Paulsen (HAW Hamburg)                                | Universität Duisburg-Essen |
| 2             | Peter Lang (Uni Frankfurt)                      | Lisa Kaminski (Universität Bonn)                 | Lucas Bednorsch (KIT Karlsruhe) / Niklas König (Uni Hamburg)                               | Lisa Kaminski (Universität Bonn) / Hannah Pohl (HS Koblenz)                                                      | Fabian Hippold / Annika Oliwa (Uni Bayreuth)                                                 | WG Hamburg |
| 3             | David Kramer (DSHS Köln)                        | Tania Jötten (Uni Regensburg)                    | Jonathan Rathke (Uni Duisburg-Essen) / Christopher Skrzeba (DSHS Köln)                     | Johanna Reinhardt (Uni Regensburg) / Franziska Willenbacher (KIT Karlsruhe)                                      | Simon Merkt (RWTH Aachen) / Lisa Kaminski (Universität Bonn)                                 | WG Saarbrücken |
| 3             | Christopher Skrzeba (DSHS Köln)                 | Anna Bram (Uni Hamburg)                          | Julien Gupta / Asher Richardson (DSHS Köln)                                                | Anna Bram / Joyce Grimm (Uni Hamburg)                                                                            | Jonathan Rathke / Katharina Altenbeck (Uni Duisburg-Essen)                                   | WG Saarbrücken |
| 2016          |                                                 |                                                  |                                                                                            | |                                                                                              | |
| 1             | ausgefallen                                     | ausgefallen                                      | ausgefallen                                                                                | ausgefallen | ausgefallen                                                                                  | Universität Duisburg-Essen |
| 2             | ausgefallen                                     | ausgefallen                                      | ausgefallen                                                                                | ausgefallen | ausgefallen                                                                                  | WG Köln |
| 3             | ausgefallen                                     | ausgefallen                                      | ausgefallen                                                                                | ausgefallen | ausgefallen                                                                                  | WG Hamburg |
| 2017          |                                                 |                                                  |                                                                                            | |                                                                                              | |
| 1             | Tim Specht (Uni Würzburg)                       | Brid Stepper (WG Koblenz)                        | Lin-Yu Oei / Jann Raupach (TU Berlin / HTW Berlin)                                         | Brid Stepper / Katja Holenz (WG Koblenz / WG Köln)                                                               | Luis Aniello La Rocca / Brid Stepper                                                         | Uni Hamburg |
| 2             | Lin-Yu Oei (TU Berlin)                          | Hannah Schiwon (Universität Paderborn)           | Fabian Hippold / Tim Specht (Uni Bayreuth / Uni Würzburg)                                  | Jule Keil / Franziska Willenbacher (Uni Jena / WG Karlsruhe)                                                     | Fabian Hippold / Jule Keil                                                                   | WG Duisburg-Essen |
| 3             | Timm Griesbach (Uni Kassel)                     | Katja Holenz (WG Köln)                           | Sven Falkenrich / Niklas Kampmeier (FHDW Paderborn)                                        | Theresa Ebertz / Laura Meyer (WG Köln / Uni Düsseldorf)                                                          | Marco Meiwes / Hannah Schiwon                                                                | WG Köln |
| 3             | Christopher Skrzeba (DSHS Köln)                 | Franziska Willenbacher (WG Karlsruhe)            | Thilo Mund / Torben Trapp (WG Köln / BiTS Iserlohn)                                        | Anna Claire Jörg / Hannah Schiwon (WG Köln / Universität Paderborn)                                              | Timm Griesbac / Theresa Ebertz                                                               | - |
| 2018          |                                                 |                                                  |                                                                                            | |                                                                                              | |
| 1             | David Kramer                                    | Brid Stepper                                     | David Kramer / Thilo Mund                                                                  | Eva Janssens / Hannah Pohl                                                                                       | Jan Colin Völker / Eva Janssens                                                              | WG Duisburg-Essen |
| 2             | Lin-Yu Oei                                      | Hannah Schiwon                                   | Fabian Hippold / Tim Specht                                                                | Katja Holenz / Brid Stepper                                                                                      | Fabian Hippold / Jule Keil                                                                   | WG Köln |
| 3             | Tim Specht                                      | Dorothee Schumacher                              | Lin-Yu Oei / Jann Raupach                                                                  | Lena Reder / Carolin Walkhoff                                                                                    | Jann Raupach / Lena Reder                                                                    | WG Karlsruhe |
| 3             | Tim Krämer                                      | Lena Reder                                       | Johannes Grieser / Sebastian Grieser                                                       | Patricia Kuhlmann / Klara Möller                                                                                 | Rasmus Zander / Pauline Lux                                                                  | - |
| 2019          |                                                 |                                                  |                                                                                            | |                                                                                              | |
| 1             | Simon Wang                                      | Annalena Diks                                    | Jonas Burger / Lukas Burger                                                                | Annalena Diks / Alicia Molitor                                                                                   | Markus Hennes / Lena Seibert                                                                 | |
| 2             | Timo Kettner                                    | Vanessa Seele                                    | Johann Höflitz / Pit Hofmann                                                               | Katja Holenz / Sara Janssens                                                                                     | Lukas Burger / Franziska Willenbacher                                                        | |
| 3             | Johann Höflitz                                  | Katja Holenz                                     | David Kramer / Simon Kramer                                                                | Hannah Schröder / Lena Seibert                                                                                   | Fabian Hippold / Theresa Ebertz                                                              | |
| 3             | Fabian Schlenga                                 | Ann-Katrin Hippchen                              | Thomas Fuchs / Simon Wang                                                                  | Theresa Ebertz / Jule Keil                                                                                       | Martin Kroll / Annalena Diks                                                                 | |
| 2020 und 2021 |                                                 |                                                  |                                                                                            | |                                                                                              | |
| 1             | abgesagt                                        | abgesagt                                         | abgesagt                                                                                   | abgesagt | abgesagt                                                                                     | abgesagt |
| 2             | abgesagt                                        | abgesagt                                         | abgesagt                                                                                   | abgesagt | abgesagt                                                                                     | abgesagt |
| 3             | abgesagt                                        | abgesagt                                         | abgesagt                                                                                   | abgesagt | abgesagt                                                                                     | abgesagt |
| 2022          |                                                 |                                                  |                                                                                            | |                                                                                              | |
| 1             | Fabian Schlenga                                 | Selina Giesler                                   | Andreano Boris / Fabian Schlenga                                                           | Mara Kreulich / Hannah Schröder                                                                                  | Tim Krämer / Sonia He                                                                        | |
| 2             | Tim Specht                                      | Teresa Rondorf                                   | Joshua Redelbach / Tim Specht                                                              | Sara Janssens / Vanessa Seele                                                                                    | Moritz Rappen / Vanessa Seele                                                                | |
| 3             | Moritz Rappen                                   | Hannah Schröder                                  | Marcel Goihl / Josh Trikowski                                                              | Hannah Jänichen / Teresa Rondorf                                                                                 | Thomas Fuchs / Sara Janssens                                                                 | |
| 3             | Fabian Hippold                                  | Neha Shrikhande                                  | Tobias Mund / Moritz Rappen                                                                | Yasmin Chalgoum / Alena Krax                                                                                     | Nico Wilmanowicz / Miriam Thelen                                                             | |
| 2023          |                                                 |                                                  |                                                                                            | |                                                                                              | |
| 1             | Lennart Notni                                   | Annika Hofmann                                   | Thilo Mund / Moritz Rappen                                                                 | Nina Becker / Hannah Jänichen                                                                                    | Moritz Rappen / Katja Holenz                                                                 | |
| 2             | Janis Machauer                                  | Hanna Blumenthal                                 | Rouven Schleifer / Jan Thiele                                                              | Tanushi Rathnayake / Lea Schmidt                                                                                 | Milan Bauer / Marie Cronenberg                                                               | |
| 3             | Lennart Konder                                  | Hannah Schröder                                  | Milan Bauer / Nico Wilmanowicz                                                             | Kristin Böhme / Annika Hofmann                                                                                   | Ansgar Kirste / Claudia Jendyczek                                                            | |
| 3             | Fabian Schlenga                                 | Lea Dingler                                      | Lennart Konder / Moritz Unz                                                                | Hanna Drewes / Annika Carolin Konder                                                                             | Corvin Schmitz / Lucie Wagner                                                                | |
| 2024          |                                                 |                                                  |                                                                                            | |                                                                                              | |
| 1             | Lennart Notni (WG Jena)                         | Louisa Marburger (Universität Mainz)             | Fritz Leon Binus / Felix Hammes (WG Bochum)                                                | Louisa Marburger (Universität Mainz) / Antonia Remakulus (WG Mainz)                                              | Moritz Rappen (WG Köln) / Vanessa Aslan-Seele (WG Köln)                                      | WG Köln I |
| 2             | Janis Machauer (WG Karlsruhe)                   | Nina Becker (WG Bonn)                            | Ben Gatzsche (WG Bonn) / Til Gatzsche (WG Bonn)                                            | Hannah Schröder (WG Münster) / Paula Jünemann (WG Münster)                                                       | Ben Gatzsche (WG Bonn) / Annika Kristina Meyer (WG Bonn)                                     | WG Köln II |
| 3             | Lennart Konder (WG Köln)                        | Birte Kramer (WG Bonn)                           | Mathis Alt / Janis Machauer (WG Karlsruhe)                                                 | Marie Cronenberg (WG Köln) / Miriam Thelen (WG Köln)                                                             | Nikolas Diglidis (HU Berlin) / Lea Dingler (HU Berlin)                                       | WG Freiburg |
| 3             | Moritz Rappen (WG Köln)                         | Paula Jünemann (WG Münster)                      | Joshua Redelbach (WG Würzburg) / David Schäfer (WG Würzburg)                               | Anke Fastenau (1. BC Beuel) / Annika Kristina Meyer (WG Bonn)                                                    | Til Gatzsche (WG Bonn) / Hannah Jaenichen (WG Bonn)                                          | WG Göttingen |